# Chełmce nad Rzeką
Chełmce nad Rzeką – część wsi Chełmce w Polsce położona w województwie świętokrzyskim, w powiecie kieleckim, w gminie Strawczyn.
W latach 1975–1998 Chełmce nad Rzeką administracyjnie należały do województwa kieleckiego.